# Leviantenna ferox
Leviantenna ferox är en fjärilsart som beskrevs av Boris Ivan Balinsky 1994. Leviantenna ferox ingår i släktet Leviantenna och familjen mott. Inga underarter finns listade i Catalogue of Life.